# République de Transcarpatie (1939)
15 mars 1939 – 18 mars 1939
Entités précédentes :
- Deuxième République (Tchécoslovaquie)
- Ukraine subcarpathique

Entités suivantes :
- Royaume de Hongrie (1920-1946)

La République de Transcarpatie fut, du 15 au 18 mars 1939, un Etat européen.

## Création
Le 15 mars 1939, à la suite de l'annexion de la Seconde République Tchécoslovaque par le IIIe Reich et à la dissolution de celle-ci, Augustin Volochyne proclama l'indépendance de l'ancienne région autonome d'Ukraine subcarpatique.

## Dissolution
Le 18 mars 1939, la République de Transcarpatie est rattachée au royaume de Hongrie.*